# Manfred Moser (Politiker)
Manfred Moser (* 14. Dezember 1956 in Wiener Neustadt) ist ein österreichischer Rechtsanwalt und Politiker (SPÖ). Moser war von 1987 bis 2015 Abgeordneter zum Burgenländischen Landtag und ab 1996 dessen 3. Präsident. 

## Ausbildung und Beruf
Manfred Moser wurde als Sohn des Landtagsabgeordneten Rudolf Moser geboren. Er besuchte die Volksschule in Pöttsching und das BRG in Wiener Neustadt. Nach der Matura 1975 studierte Moser Rechtswissenschaften an der Universität Wien. Er schloss sein Studium 1980 mit dem akademischen Grad Dr. jur. ab. Moser arbeitete von 1980 bis 1982 als Referent für Berufsausbildung und Jugendschutz an der Arbeiterkammer Burgenland und absolvierte im Anschluss von 1982 bis 1983 sein Gerichtsjahr. Er war danach von 1983 bis 1986 Rechtsanwaltsassistent und machte sich ab dem 1. Juni 1986 als Rechtsanwalt selbständig. Von 1987 bis 1990 arbeitete Moser zudem als Landesparteisekretär der SPÖ-Burgenland, Anfang 1995 verlegte er seine Rechtsanwaltskanzlei von Neunkirchen nach Pöttsching.

## Politik
Moser war von 1979 bis 1984 Landesvorsitzender der Sozialistischen Jugend Burgenland. Er wurde 1981 zum stellvertretenden Ortsparteiobmann der SPÖ Pöttsching gewählt und war von 1985 bis 1995 stellvertretender Bezirksparteivorsitzender der SPÖ im Bezirk Mattersburg. Im Mai 1995 übernahm er schließlich das Amt des SPÖ-Bezirksparteivorsitzenden. Zudem war Moser zwischen 1998 und 2000 Landesparteivorsitzender der SPÖ-Burgenland und ab 2000 stellvertretender SPÖ-Bundesparteivorsitzender sowie Mitglied des SPÖ-Bundesparteivorstandes. Des Weiteren hatte er ab 1983 die Funktion des Bezirksbildungsobmanns inne, ab 1984 war er Landesbildungsvorsitzender der SPÖ. 
Moser vertrat die SPÖ seit dem 30. Oktober 1991 im Landtag. Er wurde am 10. Oktober 1996 zum 3. Landtagspräsidenten gewählt und galt als Nachfolger von Landeshauptmann Karl Stix sowie Zukunftshoffnung der Bundes-SPÖ. Im Zuge der Affäre um die Bank Burgenland musste Moser jedoch auf höhere Ämter verzichten. Er legte seine Funktion als Landesparteivorsitzender zurück, nachdem bekannt geworden war, dass er mit dem im Jahr 2000 inhaftierten Generaldirektors der Bank Burgenland gut befreundet gewesen war und ihn als Rechtsbeistand vertreten hatte. Zudem hatte Moser viele Jahre für die Bank Burgenland gearbeitet.
Moser war Bereichssprecher für Wirtschaft und stellvertretender Klubobmann des SPÖ-Landtagsklubs. 

## Privates
Moser ist verheiratet und Vater zweier Töchter.